# Alalá (Los nietos de los celtas)
Alalá es una película en B/N del año 1933, durante la II República Española, dirigida por Adolf Trotz y basada en una novela titulada Los nietos de los celtas, de Rafael López de Haro.
Realizada por un alemán, con fotografía de un danés y montaje de un ruso. No tuvo mucho éxito.
Rodada en Pontevedra, Rianjo y Vigo
El título proviene de un canto gallego llamado ‘alalá’.

## Argumento
Cuando es niño, Jorge Samiera emigra a Buenos Aires  junto a su tío Jorge, un hombre con su economía resuelta y que no tiene descendencia. Quince años después regresa a Galicia, para heredar sus posesiones. Entonces siente necesidad de conocer su pasado. Una ‘meiga’, Úrsula, le dice que es hijo de Teresa, pero le advierte que no se acerque a la población de Portomar.